# Insulinu sličan faktor rasta
Insulinu slični faktori rasta (IGF) su proteini sa koji su visoko homologni sa insulinom. IGF proteini su deo sistema kompleksa koji ćelije koriste da komuniciraju sa njihovim fiziološkim okruženjem. Taj sistem kompleska (koji se često naziva IGF osa) se sastoji od dva receptora na ćelijskoj površini (IGF1R i IGF2R), dva liganda (IGF-1 i IGF-2), familije od šest IGF-vezujućih proteina visokog afiniteta (IGFBP-1 do IGFBP-6), kao i asociranih enzima za degradaciju (IGFBP), kolektivno poznatih kao proteaze.

## IGF1/GH osa
IGF osa se često naziva Hormon rasta/IGF1 osa. Insulinu sličan faktor rasta 1 (IGF-1) se uglavnom izlučuje iz jetre kao rezultat stimulacije homonom rasta (GH). IGF-1 je značajan za regulaciju normalne fiziologije, kao i za brojna patološka stanja, uključujući kancer. IGF učestvuje u promociji ćelijske proliferacije i inhibiciji ćelijske smrti. Insulinu sličan factor rasta 2 (IGF-2) je primarni faktor rasta neophodan za rano razviće, dok je IGF-1 izražavanje neophodno za dostizanje maksimalnog rasta. To je potvrđeno studijama genskih nokaouta na miševima. 
Faktori koji su poznati da uzrokuju varijacije nivoa GH i IGF-1 u cirkulaciji uključuju individualne genetičke faktore, vreme dana, životno doba, pol, status vežbanja, nivo stresa, novi ishrane, indeks telesne mase (BMI), stanje bolesti, rasa, stanje estrogena i unos ksenobiotika.
IGF-1 učestvuje u regulaciji neuralnom razviću uključujući neurogenezu, mijelinaciju, sinaptogenezu, grananje dendrita, i neuroprotekciju nakon neuronalnog oštećenja. IGF-1 uslovaljava razviće puža uva putem kontrolisanja apoptoze. Njegov deficit može da uzrokuje gubitak sluha. Njegov serumski nivo je u korelaciji sa malim rastom osobe i umanjenim slušnim sposobnostima, posebno u uzrastu od 3–5 godina, i tokom kasnog puberteta.